# 마쓰오 아쓰시
마쓰오 아쓰시(일본어: 松尾 篤, 1990년 3월 5일 ~ )는 일본의 전 축구 선수이다.

## 구단 경력
과거 V-파렌 나가사키에서 활동하였다.